# Charles Marteau
Pour les articles homonymes, voir Marteau.
Charles-Alexandre Marteau, né le 2 janvier 1814 à Lille et mort le 3 novembre 1892 à Lille, est un architecte français.

## Biographie
Charles Marteau fait ses études aux Beaux-Arts de Paris avant d'être nommé architecte des communes en 1840, puis du département du Nord en 1851.
Il est membre fondateur de la société des architectes du Nord en 1868, initiative impulsée par Auguste Mourcou et Émile Vandenbergh.
Il sera président de la commission des bâtiments et cinq fois président de la société centrale des architectes.
Il a notamment réalisé la préfecture de Lille, l'Institut industriel du Nord, le lycée Paul-Hazard d'Armentières, l'église Saint-Martin de Gondecourt, l'agrandissement de l'hôpital Notre-Dame de Seclin, l'hospice des aliénés de Bailleul (avec Auguste Mourcou) et l'aménagement cellulaire de la maison centrale Loos.

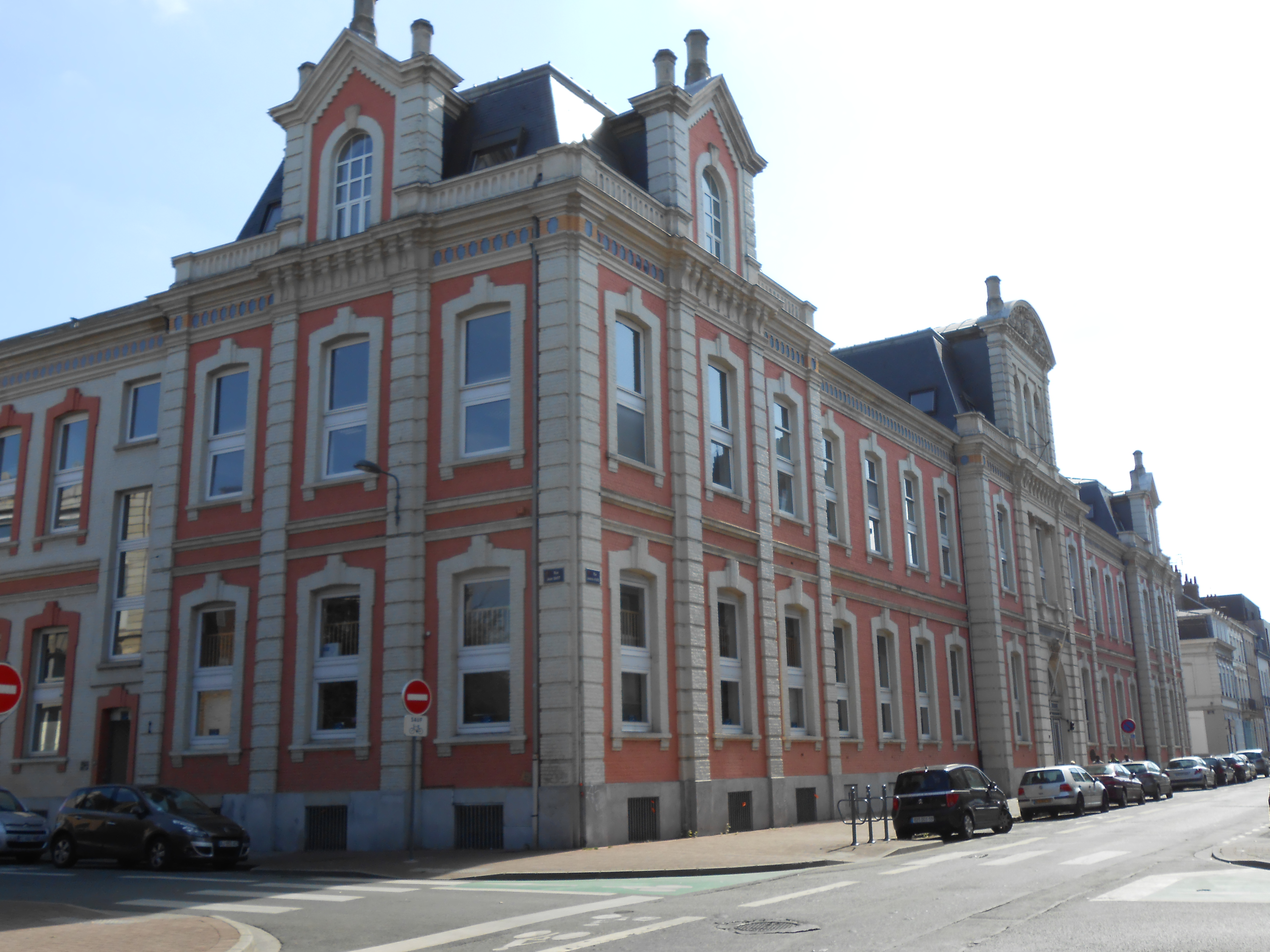
Institut Industriel du Nord.

## Réalisations
- 1854 : manufacture des tabacs à Dieppe (détruite en 1942)[3]

- 1860-1866 : hospice des aliénés de Bailleul (détruit durant la Première Guerre mondiale)[4]

- 1865-1870 : préfecture de Lille[5]

- 1872-1875 : Institut industriel du Nord, rue Jeanne-d'Arc (Lille)

- 1883 : lycée Paul-Hazard à Armentières

- 1888 : restauration de la pyramide de Fontenoy à Cysoing.

## Annexe